# Rimbo
Rimbo est une série de bande dessinée, mettant en scène un tueur à gages romantique. Cette série est créée par le dessinateur Patrick Clément, sur un scénario de Jacques Andrepio. Elle paraît dans L'Écho des savanes puis en deux volumes chez Albin Michel.

## Trame
Rimbo est un héros atypique. C'est un tueur mercenaire, mais romantique et d'un certain humanisme.
Blond aux cheveux longs, nonchalant, il multiplie les conquêtes féminines éphémères, au rythme de ses aventures. Il a deux hobbies : le deltaplane et le saxophone, qu'il emporte partout avec lui.
Ce tueur cherche à gagner beaucoup d'argent. Il justifie ses nombreux meurtres par de longs monologues cyniques.

## Les auteurs
Jacques Andrepio est le scénariste de la série. Henri Filippini juge son « histoire nostalgique et romantique ».
Les dessins sont de Patrick Clément, « au trait souple et efficace, qui s'apparente à la fois à l'école belge et à l'école américaine », selon Filippini. La mise en couleurs est de Catherine de Montalembert.

## Publication
Cette série paraît d'abord en prépublication dans L'Écho des savanes, à partir de 1984.
Elle est publiée en albums par les éditions Albin Michel, en deux tomes parus en 1984 et en 1988 :
1. La Trajectoire du loup, Albin Michel, 1984, grand format, 54 planches  (ISBN 2-226-02098-5)[2] ;
2. Africa fric, Albin Michel, 1988, grand format, 52 planches  (ISBN 2-226-03158-8)[4].